# Genova Cornigliano
Genova Cornigliano (wł: Stazione di Genova Cornigliano) – przystanek kolejowy w Genui, w regionie Liguria, we Włoszech. Znajdują się tu 2 perony. Według klasyfikacji RFI posiada kategorię srebrną.